# 明學文
明學文，元朝后期河南江北等处行中书省荆湖北道宣慰司德安府隨州人，是夏太祖明玉珍的父親，貞淑皇后趙氏的丈夫。
他并没有活到明玉珍反元起义和称帝建国之时，天統元年（1363年），明玉珍稱帝，他被尊為皇帝，諡號宣武皇帝。